# 日本プロレタリア映画同盟
日本プロレタリア映画同盟（にほんプロレタリアえいがどうめい、エスペラント語:Japana Prolet−Kino Unio）は、かつて存在した日本の映画製作・上映団体。略称「プロキノ」。

## 概要

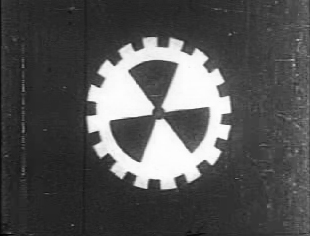
プロキノのシンボルマーク。

1929年に全日本無産者芸術連盟の傘下に結成され、度重なるメンバーの検束によって、1934年には解体された。
メーデー、労働組合運動、労働農民党の山本宣治代議士の葬儀を記録した他、アニメーション制作など当時としては先駆的な取り組みが行われた。巡回映画会も取り組まれた。日本プロレタリア音楽同盟との共催の映画上映会なども行われ、映画と音楽のコラボレーションも取り組まれた。
準機関誌『新興映画』を1929年9月から1930年6月まで刊行。1930年8月から『プロレタリア映画』を発刊したが、度重なる発売禁止のために1931年で途絶えた。
小林多喜二は「プロキノ友の会」の発起人であった。東京の他、神戸・大阪・京都・高知などにも支部が存在した。
元メンバーのなかには、戦後のアニメーション映画や記録映画・教育映画で活躍した者も少なくない。

## 商業的な映画会社との関わり
プロキノに関与したもののなかには東宝の文化映画課長、中華電影公司製作部長になる松崎啓次、PCLに入社する能登節雄、芸術映画社、松竹と渡ったアニメーター瀬尾光世、J.O.スタヂオから電通映画社までを渡り歩いた田中喜次らのように、商業的な映画会社に就職するものもいた。映画会社に所属する俳優や映画監督として加入した者として、山内光（岡田桑三）と木村荘十二がいる。上野耕三、岩崎昶、厚木たか、井上莞のように運動が崩壊した後、映画会社に就職するものも少なくなかった。プロキノの元メンバーを複数受け入れた映画会社として、PCLと芸術映画社が挙げられる。

## 日本共産党との関わり
日本共産党を支持する勢力の強い全日本無産者芸術団体協議会（ナップ）の傘下に発足し、続いて日本共産党の指導下にあった日本プロレタリア文化連盟に加盟したことから、日本共産党の方針の影響を強く受け、多くの活動家が治安維持法違反容疑で検挙された。

## 沿革
- 1927年、佐々元十がプロレタリア劇場内にプロレタリア映画班という組織を作り、実質的に一人で『1927年メーデー』を9.5ミリフィルムのパテ・ベビー（Pathe Baby）カメラで撮影・製作[5][6]プロレタリア映画会のポスター

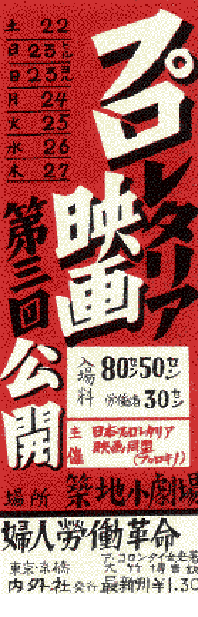
プロレタリア映画会のポスター

- 1928年3月25日、全日本無産者芸術団体協議会（ナップ）が結成されたのに伴い、同年4月にはプロレタリア劇場と前衛劇場が統一され、東京左翼劇場が設立されたのに伴い、プロレタリア劇場映画班は左翼劇場映画部となり、野田醤油争議を撮影するなどして注目された。本作が工場の労働者たちに大反響を呼んだことがプロキノ結成の大きな切っ掛けといわれる[7]。プロレタリア雑誌「戦旗」に、佐々元十の「玩具・武器ー撮影機」（『戦旗』1928年6月号）[8]を掲載。
- 1929年2月、佐々元十、岩崎昶、北川鉄夫らで日本プロレタリア映画同盟結成。労働農民党の山本宣治代議士が殺害されると、3月8日、東京での告別式を山内光（岡田桑三）が、松竹の腕章をつけ、撮影を担当[9]。京都では、3月9日の京都駅への遺骨到着から3月15日の葬儀までを山宣葬儀対策本部の書記長・田村敬男がプロキノ京都支部の松崎啓次らと相談して上田勇、北川鉄夫らの3台の隠しカメラで撮影した[10][11]。同年9月、左翼映画雑誌「新興映画」（新興映画社）発刊。翌年6月まで。
- 1930年5月31日、「プロレタリア映画の夕」（読売講堂）が開催、日本プロレタリア音楽同盟の合唱隊が出演。同年、8月、「プロレタリア映画」発刊。同年、新興映画社編『世界プロレタリア映画物語集 第1輯』、新興映画社編『プロレタリア映画運動の展望』を刊行。田中喜次らに影絵アニメーション映画「煙突屋ペロー」の製作を委嘱した。
- 1931年、日本プロレタリア映画同盟編『プロレタリア映画のために』を京都共生閣より刊行。アニメーション『三匹の小熊さん』（婦人之友社、作画：村山知義）を岩崎昶が監督、撮影を並木晋作が担当。岩崎昶らが第12回メーデーを撮影。東京の市電とバスの運転手たちの運動を捉えた「全線」などを製作。北川鉄夫脚本のアニメーション『奴隷戦争』[12][13]を製作した。
- 1932年、上野耕三が『労農団結餅』を製作。音画芸術研究所がプロキノ京都支部にいた松崎啓次、木村荘十二によって設立された。
- 1933年、木村荘十二監督「河向ふの青春」の製作をプロキノの篠勝三と能登節雄が応援。そのまま、ピー・シー・エル映画製作所入社。
- 1934年、プロキノ解体。

## 関連人物
- 岩崎昶
- 厚木たか
- 井上莞
- 佐々元十
- 北川鉄夫
- 並木晋作
- 松崎啓次
- 木村荘十二
- 中島信
- 能登節雄
- 篠勝三
- 山本薩夫
- 瀬尾光世
- 田中喜次
- 山内光（岡田桑三）
- 上野耕三
- 今東光
- 木村白山